# John Bruton
John Gerard Bruton (Condado de Meath, 18 de mayo de 1947 - Dublín, 6 de febrero de 2024) fue un abogado y político irlandés.

## Trayectoria política
Ocupó diversos cargos en el gobierno, incluyendo los de Ministro de las Finanzas (1981-1982 y 1986-1987), y Ministro de la Industria, Comercio y Turismo (1983-1986). Fue líder del partido Fine Gael en 1990 y sirvió como Taoiseach desde 1994 hasta 1997, llevando al gobierno la coalición del Partido Laborista con la Izquierda Democrática. Su papel fue clave para lograr la paz en Irlanda del Norte, con unas negociaciones que concluyeron en el Acuerdo de Viernes Santo de 1998, cuando Bruton perdió las elecciones de 1997 ante el partido político rival Fianna Fáil, encabezado por Bertie Ahern.
Director del think tank Los amigos de Europa. Miembro del Comité de Honor del Instituto de Asuntos Europeos. Fue gobernador de la Fundación Ditchley. Invitado habitual a la conferencia anual del Grupo Bilderberg. Fue miembro de la Convención sobre el Futuro de Europa y de la Comisión Trilateral.
En 2010 fue nombrado presidente del Centro Internacional de Servicios Financieros (IFSC), que representa los intereses del sector financiero irlandés.